# Oskar Hansen
Oskar Hansen (23. juli 1895- 24. maj 1968) var en socialdemokratisk digter og journalist, født i København. Han var uddannet typograf, men havde også arbejdet som havnearbejder og arbejdsmand på B&W Skibsværft i København.
Han blev socialdemokrat allerede som ung og var i 1913 initiativtager til oprettelsen af den socialdemokratiske ungdomsforening i Sundby i København. Han er bedst kendt som forfatter til arbejdersange, især "Brødre lad våbnene lyne" fra 1919 der var en gendigtning fra den russiske original "Rødgardisternes March", "Når jeg ser et rødt flag smælde" som han skrev ti DSU Københavnskredsens kredsstævne i Brønshøj i 1923. I 1934 skrev han teksten til sangen "Danmark for folket" der fik musik af Oskar Gyldmark, der knyttede sig til partiets programudtalelse af samme navn. Den blev fulgt året efter af valgslagsangen "Stauning igen" op til valget i 1935. Men han udsendte også digtsamlinger, skrev fagforeningsjubilæumsfestskrifter og politiske revyer, hvoraf de mest kendte nok var de "Røde revyer", han i 1930’erne brugte til bl.a. at hudflette de fascistiske tendenser i Danmark – bl.a. i Konservativ Ungdom.